# Война в Нагорни Карабах (2020)
Въоръжен конфликт в Нагорни Карабах през 2020 г. е въоръжен конфликт между въоръжените сили на Азербайджан и самопровъзгласената Република Арцах, заедно с Армения в региона на Нагорни Карабах, и е последната ескалация на нерешения конфликт в Нагорни Карабах.
Сблъсъците започнаха сутринта на 27 септември 2020 г. по линията за контакт в Нагорни Карабах. И двете страни съобщават за военни и цивилни жертви. В отговор на сблъсъците Армения и Арцах въведоха военно положение и пълна мобилизация, докато Азербайджан въведе военно положение и комендантски час. На 28 септември в Азербайджан беше обявена частична мобилизация.
Множество държави и ООН решително осъдиха конфликта и призоваха двете страни да деескалират напрежението и да възобновят значими преговори без забавяне, докато Афганистан, Иран, Пакистан и Турция изразиха подкрепа за Азербайджан. Турция е предоставила военна подкрепа на Азербайджан, въпреки че степента на подкрепата му е оспорена.

## Заден план
Сблъсъците произтичат от спор за статута на Нагорни Карабах, в който по-голямата част от населението са арменци, международно признатата територия на Азербайджан, която се контролира от самопровъзгласената Нагорно-Карабахска република. Война в Нагорни Карабах приключи с прекратяване на огъня през 1994 г., оттогава НКР контролира района на Нагорни Карабах, както и съседните азербайджански региони – Агдамски, Джебраилски, Физулински, Келбаджарски, Кубатлински, Лачински и Зангилански. Според Военния доклад за 2018 г., изготвен от Женевската академия за международно хуманитарно право и права на човека, „Армения упражнява властта си над Нагорни Карабах чрез оборудване, финансиране или обучение и осигуряване на оперативна подкрепа на самопровъзгласената Република Нагорни Карабах и нейните сили, но също и в координация и помощ в общото планиране на техните военни и паравоенни дейности“. Въпреки това, както отбелязва Рейтерз, арменските въоръжени сили се въздържат от участие в бойни действия на страната на НКР.
На 10 декември 1991 г. в самопровъзгласилата се Република Нагорни Карабах се провежда референдум за независимост, който е подкрепен от 99,98% от избирателите. Референдумът беше бойкотиран от азербайджанското население на Нагорни Карабах, което съставляваше около 21% от населението на бившия НКАО по времето на 1989 г. Референдумът се проведе без съгласието на Република Азербайджан и не беше признат на международно ниво от страните членки на ООН. Междуетническата конфронтация доведе до мащабни военни действия за контрол над Нагорни Карабах и някои съседни територии. По цялата дължина на границата между Армения и Азербайджан също се състояха сблъсъци и движение на силни точки.
След няколко години кървави боеве, на 12 май 1994 г. представители на Армения, непризнатата Нагорно-Карабахска република и Азербайджан подписаха тристранно споразумение за прекратяване на огъня. Това сложи край на активната фаза на военните действия в региона и позволи преминаването към преговори за мирно уреждане на конфликта под егидата на Минската група на ОБСЕ. В същото време в териториите, съседни на армено-азербайджанската граница, остава контрол върху страните, установен по време на конфликта и нарушаващ държавната граница между страните. Споразумението обаче беше многократно нарушено, по-специално по време на сблъсъците през 2016 г. Сблъсъците също прекосиха арменско-азербайджанската държавна граница извън Нагорни Карабах, с гранични сблъсъци през 2012, 2014, 2018 и 2020 г. Хиляди азербайджанци подкрепиха войната срещу Армения, а Турция подкрепи Азербайджан.
На 23 юли 2020 г. Армения обяви началото на съвместните учения за противовъздушна отбрана и анализ на сблъсъци с Русия през юли 2020 г. Седмица по-късно Азербайджан проведе поредица от учения, които продължиха от 29 юли до 10 август, а в началото на септември, допълнителни учения с участието на Турция.

## Цели на страните
Военното ръководство на Азербайджан заявява, че армията провежда „контранастъпна операция за предотвратяване на вражеска атака и изпълнява задачи за освобождаване на азербайджанските земи от окупация“.
Политологът Аркадий Дубнов, експерт от Московския център Карнеги и списание „Русия в глобалните въпроси“, смята, че Азербайджан е започнал тази офанзива, тъй като след сблъсъците през лятото на 2020 г. Илхам Алиев трябва да докаже, че е способен лидер, а през септември – удобно време от годината за военни операции в региона. Дубнов смята, че Азербайджан е започнал войната, оправдавайки това изявление с пълномащабна офанзива в отговор на декларирания от Азербайджан „недефиниран обстрел на азербайджанска територия“ и факта, че 34 дни преди началото на конфликта азербайджанските власти реквизират цивилни камиони и джипове.
Предлаганата непосредствена цел на азербайджанската офанзива, според азербайджанския анализатор Фуад Шахбаз, е окупацията на районите Физулински и Джебраилски в южната част на Нагорни Карабах, където теренът е по-малко планински и по-благоприятен за офанзивни операции.

## Сили на партиите

### НКР
• Почти цялата армия на отбраната на НКР участва в линията на контакт. Само незначителни гранични части на границата с Иран не участват в битките.

### Азербайджан
Азербайджан използва следните военни части:
• сформира специално военно формирование под командването на генерал-майор Маис Бархударов;

• военна част под командването на командира на специалните сили генерал-майор Хикмет Мирзаев;

• 1-ви армейски корпус под командването на генерал-майор Хикмет Хасанов.

## Международна реакция

### В подкрепа на Азербайджан
Правителствата на Афганистан, Пакистан, Турция и частично признатата турска република Северен Кипър изразиха подкрепата си за Азербайджан, обвинявайки Армения за нарушения на примирието. На 1 октомври Турция публикува изявление, отхвърлящо съвместните искания на Франция, Русия и САЩ за прекратяване на огъня.
На 2 октомври избухнаха протести в подкрепа на Азербайджан в някои ирански градове, включително столицата Техеран и Тебриз. Демонстранти ирански азербайджанци скандираха лозунги на азербайджански, включително „Карабах е наш. Той ще остане наш“. На същия ден около 50 азербайджанци от Молдова се срещнаха в столицата на страната Кишинев с посланика на Азербайджан в Молдова Гуди Османов и изразиха подкрепата си за азербайджанската армия, заявявайки, че „са готови да изпълняват всички заповеди и инструкции на президента на Азербайджан Илхам Алиев“. След това те обявиха, че ще предоставят финансова помощ на Фонда за подпомагане на въоръжените сили на Азербайджан. Първоначално 500 души щяха да присъстват на събитието, но това се оказа невъзможно поради пандемията на COVID-19.
На 3 октомври азербайджанци в Грузия изразиха готовността си да се борят за Азербайджан и увереността си, че Азербайджан ще върне Нагорни Карабах.
•  Афганистан заяви, че „регионът Нагорни Карабах получи международно признание като част от Азербайджан“ и поиска „прекратяване на окупацията на Нагорни Карабах“, подкрепяйки „усилията на хората и правителството на Азербайджан и други страни по света в това отношение“.
• Босненският член на Президиума на Босна и Херцеговина Шефик Джаферович и лидерът на неговата политическа партия за демократични действия Бакир Изетбегович изразиха подкрепата си за Азербайджан, осъждайки Армения и сравнявайки ситуацията със ситуацията по време на босненската война между 1992 и 1995 г.

### В подкрепа на Армения
•  Кипърското външно министерство публикува изявление, в което осъди Азербайджан за нарушаване на примирието и ескалация на действията на участващите страни или трети страни, призовавайки за връщане към мирните преговори.
•  Президент на Франция Еманюел Макрон изрази изключителна загриженост: „Франция все още е изключително загрижена за войнствените послания, които Турция отправя през последните часове и които всъщност премахват всякакви забрани за Азербайджан да завладее Нагорни Карабах. И ние няма да приемем това“ и заяви „Говоря напълно ясно с Армения и арменския народ: Франция ще изпълни своята роля и ние ще бъдем бдителни към уважението към семействата, хората и суверенитета. Не приемаме никакви изявления, които насърчават ескалацията.“